# MF59
MF59 یک ادجوانت (مادهٔ تقویت‌کننده) ایمونولوژیک است که از اسکوآلن استفاده می‌کند. این ماده، ادجوانت اختصاصی شرکت نوارتیس است که به واکسن‌های آنفلوآنزا افزوده می‌شود تا پاسخ سیستم ایمنی بدن انسان را از طریق تولید سلول‌های خاطره CD4 تحریک کند.
مادهٔ MF59 نخستین ادجوانت روغنی پایه آب در واکسن آنفلوآنزا است که تجاری‌سازی شده، و در اروپا، ایالات متحده آمریکا و کانادا به‌کار می‌رود.
این ماده در دههٔ ۱۹۹۰ میلادی توسط پژوهشگران در «شرکت سهامی کایران» ساخته شد که در سال ۲۰۰۶ میلادی به مالکیت نوارتیس درآمد.